# Э̆
Э̆ (en minúscula: э̆; cursiva: Э̆ э̆) en la letra del alfabeto cirílico.
Es utilizado en el idioma tundra nenets, en donde detona la vocal schwa [ə].

## Códigos de computación
| Caracter                    | Э                                    | Э                                    | э                                  | э                                  | ̆                | ̆                |
| --------------------------- | ------------------------------------ | ------------------------------------ | ---------------------------------- | ---------------------------------- | --------------- | --------------- |
| Nombre unicode              | CYRILLIC CAPITAL LETTER E WITH BREVE | CYRILLIC CAPITAL LETTER E WITH BREVE | CYRILLIC SMALL LETTER E WITH BREVE | CYRILLIC SMALL LETTER E WITH BREVE | COMBINING BREVE | COMBINING BREVE |
| Codificación                | Decimal                              | hex                                  | dec                                | hex                                | dec             | hex             |
| Unicode                     | 1069                                 | U+042D                               | 1101                               | U+044D                             | 774             | U+0306          |
| UTF-8                       | 208 173                              | D0 AD                                | 209 141                            | D1 8D                              | 204 134         | CC 86           |
| Numeric character reference | &#1069;                              | &#x42D;                              | &#1101;                            | &#x44D;                            | &#774;          | &#x306;         |